# Melodije morja in sonca 2024
43. Melodije morja in sonca so potekale v nedeljo (predtem so bile deset let ob sobotah), 7. julija 2024, v Amfiteatru Avditorija Portorož. Vodila sta jih Lorella Flego in Mario Galunič. Umetniški vodja festivala je postal Andrea Flego. Nosilka projekta je Klavdija Žnidarič. 

## Izbor tekmovalnih skladb
Javni poziv za udeležbo je bil objavljen 1. marca 2024, zbiranje prijav pa je trajalo do 10. aprila. Pravila poziva so med drugim določala:
- da avtorji lahko prijavijo največ dve avtorski deli,
- da je skladba lahko dolga največ tri minute in pol ter mora biti v slovenščini oz. italijanščini,
- da na odru lahko nastopi največ 5 nastopajočih,
- da nastopajoči pojejo skladbo v živo ob spremljavi MMS benda (spremljevalne skupine),
- da morajo vsi izvajalci do 6. julija 2024 dopolniti najmanj 17 let,
- da skladbe predhodno ne smejo biti javno predvajane, ne deloma ne v celoti.

Na festivalu se bo predstavilo 14 skladb. Strokovna izborna komisija v sestavi Gregor Ravnik, Iztok Cergol, Tina Marinšek, Mojca Menart in Andrea F. je izmed 96 (pravilnih) prijav za festival izbrala 11 skladb (ter dve rezervi: Petra Vodeta kot prvo in Evo s pesmijo »Ostani« kot drugo rezervo), tri pa so prispevali povabljeni avtorji/izvajalci, ki jih je izbral oz. povabil Organizacijski odbor festivala na predlog umetniškega vodje.
S tem letom je bil uveden nov sistem povabljencev − k sodelovanju se povabi ustvarjalce v treh kategorijah: 
- MMS legenda: izvajalec, ki je na festivalu že uspešno sodeloval ali pa je uspešen postal po nastopu na njem,
- MMS avtor: večkrat nagrajen ali zmagovalni avtor iz preteklosti festivala,
- MMS bodočnost: izvajalec, ki je v preteklem letu naredil opazen preboj ali dosegel večji uspeh na slovenski glasbeni sceni.

Vsi trije prejmejo istoimenske posebne nagrade.

## Tekmovalne skladbe
| #   | Izvajalec                 | Naslov                      | Avtorji glasbe in besedila                                                              |
| --- | ------------------------- | --------------------------- | --------------------------------------------------------------------------------------- |
| 1.  | Prizma                    | »Vse to je res«             | Matjaž Švagelj (g), Drago Mislej Mef (b)                                                |
| 2.  | Manu                      | »Jaz sem ti (Heya no heya)« | Manu Hvala (gb)                                                                         |
| 3.  | 2B                        | »Ana iz Pirana«             | Gašper Mihelič (gb), Primož Mihelič (gb)                                                |
| 4.  | Toxine & Marko Vuksanović | »Slovenska pesem«           | Samo Turk (g), Tomi Toth (b)                                                            |
| 5.  | Žan Videc                 | »Neznano«                   | Goran Sarjaš (g), Žan Videc (b)                                                         |
| 6.  | Monika Avsenik            | »Nisem več edina«           | Kristijan Crnica (gb), Žiga Jamnik (g), Anže Langus Petrović (g)                        |
| 7.  | Balladero                 | »Kantina«                   | Dominik Bagola (gb)                                                                     |
| 8.  | Martina                   | »Amarsi o no«               | Martina Zerjal (gb), Cristiana d'Auria (gb), Nicolas Morassutto (g), Giona Rossetto (g) |
| 9.  | Aljaž Ramot               | »Lebdiva«                   | Aljaž Ramot (gb), Niko Kostanjevec (g)                                                  |
| 10. | Trio Vivere               | »Kanconeta«                 | Matjaž Vlašič (g), Dušan Velkaverh (b)                                                  |
| 11. | Anabel                    | »Bilo bi lepo«              | Ana Teržan (gb), Matjaž Goričan (g), Matic Mlakar (g), Boštjan Korošec (gb)             |
| 12. | Folk idoli                | »Lejla«                     | Denis Horvat (gb), Tadej Prosenc (b)                                                    |
| 13. | Regina                    | »Zopet plešem«              | Aleksander Kogoj (g), Feri Lainšček (b)                                                 |
| 14. | Bepop                     | »Valovi morja«              | Iris Ošlaj (gb)                                                                         |

## Nagrade

### Velika nagrada MMS
Veliko nagrado MMS je prejel Žan Videc.
| Skladba (izvajalec)                         | A  | B  | C  | D  | ∑  | X   |
| ------------------------------------------- | -- | -- | -- | -- | -- | --- |
| Vse to je res (Prizma)                      | 2  | 6  | 7  |    | 15 | 9.  |
| Jaz sem ti (Heya no heya) (Manu)            | 8  | 2  | 2  | 6  | 18 | 6.  |
| Ana iz Pirana (2B)                          | 4  | 3  | 4  | 2  | 13 | 10. |
| Slovenska pesem (Toxine & Marko Vuksanović) | 1  | 12 |    | 3  | 16 | 8.  |
| Neznano (Žan Videc)                         | 7  | 10 | 12 | 7  | 36 | 1.  |
| Nisem več edina (Monika Avsenik)            | 6  | 5  | 5  | 5  | 21 | 4.  |
| Kantina (Balladero)                         |    |    | 1  |    | 1  | 13. |
| Amarsi o no (Martina)                       | 3  | 8  |    |    | 11 | 11. |
| Lebdiva (Aljaž Ramot)                       | 5  | 4  |    | 10 | 19 | 5.  |
| Kanconeta (Trio Vivere)                     | 12 |    | 6  | 12 | 30 | 2.  |
| Bilo bi lepo (Anabel)                       |    | 1  | 3  | 4  | 8  | 12. |
| Lejla (Folk idoli)                          |    | 7  | 10 |    | 17 | 7.  |
| Zopet plešem (Regina)                       |    |    |    | 1  | 1  | 14. |
| Valovi morja (Bepop)                        | 10 |    | 8  | 8  | 26 | 3.  |

Legenda: A = Avditorij, B = žirija, C = radio, D = telefon
- O prejemniku velike nagrade MMS so odločali glasovi občinstva v Avditoriju, strokovne žirije (v sestavi Miša Molk, Rok Lunaček in Boris Devetak), žirije izbranih radijskih postaj (Radio Koper, Radio Maribor, Radio Ognjišče, Radio Robin, Rai Radio Trst A, Radio Rogla, Radio Capris, Radio Univox, Radio Murski val, Radio Sraka, Radio 94, Primorski val) in javnosti (telefonsko glasovanje).
- V primeru izenačenja v skupnem seštevku se višje uvrsti skladba, ki je prejela več točk od občinstva v Avditoriju.
- Nagrado prejme izvajalec skladbe, ki poleg spominske plakete dobi tudi denarno nagrado in kritje stroškov snemanja videospota.

### Nagrada Danila Kocjančiča
Nagrado Danila Kocjančiča za obetavnega izvajalca oz. avtorja sta prejela Žan Videc in Martina.
- O prejemnikih nagrade je odločala strokovna žirija v sestavi Miša Molk, Rok Lunaček in Boris Devetak.
- Z njo se nagrajuje najbolj obetavnega avtorja ali izvajalca ne glede na starost (v preteklosti so se za nagrado potegovali le mladi).
- Prvič sta nagrado prejela dva izvajalca.
- Nagrajenec poleg spominske plakete prejme tudi denarno nagrado.

### Posebne nagrade
Trije ustvarjalci, ki jih je k sodelovanju povabil Organizacijski odbor festivala na predlog umetniškega vodje, so prejeli posebne nagrade:
- MMS legenda: Prizma
- MMS avtor: Feri Lainšček
- MMS bodočnost: Balladero

Povabljence izbere umetniški vodja festivala, nagrade pa podeljujejo festival MMS, Avditorij Portorož in Občina Piran. Nagrajenci prejmejo posebno priznanje v obliki spominske plakete oz. skulpture.